# Caio Semprônio Bleso
Caio Semprônio Bleso (em latim: Gaius Sempronius Blaesus) foi um político da gente Semprônia da República Romana eleito cônsul por duas vezes, em 253 e 244 a.C., com Cneu Servílio Cepião e Aulo Mânlio Torquato Ático respectivamente.
É possível que tenham sido filhos de Bleso o tribuno da plebe de 211 a.C. e o censor Tibério Semprônio Bleso que morreu numa expedição na África em 217 a.C. juntamente com quase 2 000 soldados.

## Primeiro consulado (253 a.C.)

Teatro de operações da Primeira Guerra Púnica entre 253 e 251 a.C..
Território siracusano
Território cartaginês
Territórios romanos
1. Ataque naval e recuo dos romanos em Lilibeu (253 a.C.).
2. Romanos atacam a costa africana. Frota romana destruída por uma tempestade (253 a.C.).
3. Romanos finalmente tomam as ilhas Líparas (252 a.C.).
4. Romanos tomam Hímera (Thermae) (c. 252 a.C.).
5. Ieta, Solous e Petra firmam a paz com Roma (251 a.C.).
6. Tíndaris firma a paz com Roma (251 a.C.).
7. Romanos atacam e capturam Kephalodon e Panormo (251 a.C.).
8. Tentativa cartaginesa de recapturar Panormo repelida (251 a.C.).

Foi eleito com Cneu Servílio Cepião em 253 a.C., o décimo-segundo ano da Primeira Guerra Púnica. Sabemos apenas alguns detalhes das operações militares realizadas durante seu consulado, juntamente com seu colega, contra os cartagineses. Depois de uma tentativa fracassada de desembarque perto da cidade cartaginesa de Lilibeu, na costa ocidental da Sicília, os dois cônsules levaram suas frotas, com 260 navios, em uma expedição predatória na costa do norte da África. Num sinal da inexperiência romana em manobras marítimas, os dois tiveram que atirar ao mar boa parte do butim coletado para diminuir o peso dos navios depois de ficarem encalhados num banco de areia no Golfo de Gabès na volta para a Sicília. Finalmente, na viagem de retorno a Roma, mais de 150 navios se perderam quando a frota tentava atravessar uma violenta tempestade no Cabo Palinuro.
Apesar do desastre, ambos os cônsules celebraram um triunfo por seus sucessos na África segundo os Fastos Triunfais.

## Segundo consulado (244 a.C.)

Teatro de operações da Primeira Guerra Púnica entre 248 e 241 a.C..
Território siracusano
Território cartaginês
Territórios romanos
1. Amílcar Barca apóia Drépano, que esta sitiada, e saqueia a costa italiana.
2. Amílcar desembarca em monte Ercte.
3. Amílcar muda sua base de monte Ercte para Érice (Eryx).
4. Vitória naval romana nas ilhas Égadas e queda de Drépano. Cartago pede a paz (241 a.C.).

Foi eleito com Aulo Mânlio Torquato Ático em 244 a.C., o vigésimo-primeiro ano da Primeira Guerra Púnica e data da fundação da nova colônia romana em Brundísio. Os dois continuaram a campanha militar entre romanos e cartagineses, estes sob o comando de Amílcar Barca, perto do Érice, na Sicília.

## Tribuno da plebe (211 a.C.)?
Em 211 a.C., um Semprônio Bleso, provavelmente o filho do cônsul de mesmo nome, acusou o pretor Cneu Fúlvio Flaco perante o povo romano por haver perdido sua frota na Batalha de Herdônia e por haver corrompido seus soldados com toda forma de vícios antes de colocá-los em combate contra os cartagineses. Segundo a acusação, ele fez com que seus soldados se tornassem arrogantes, turbulentos contra os aliados romanos e vis na batalha contra os inimigos. Em um primeiro momento, Flaco tentou jogar a culpa nos soldados, mas investigações posteriores demonstrara sua culpa. Tentou, em seguida, obter a ajuda de seu irmão, Quinto Fúlvio Flaco, que estava no auge de sua glória por causa do Cerco de Capua. No fim, para evitar uma possível pena de morte em caso de condenação, Cneu preferiu se exilar voluntariamente em Tarquínia.
Sabemos pelo relato de Lívio que, quando Fúlvio Flaco foi ditador, no final de 210 a.C., em sua volta a Roma, enviou ao seu exército na província da Etrúria seu legado Semprônio Bleso para substituir o propretor Caio Calpúrnio Pisão, que recebeu, por sua vez, o comando do exército em Capua.